# بهنام آژنگ
بهنام آژنگ (۷ دسامبر ۱۹۵۷ – ) استاد دانشکده برق و کامپیوتر دانشگاه رایس در هیوستون و عضو ارشد مؤسسه مهندسان برق و الکترونیک است. وی دانش‌آموخته مقاطع کارشناسی، کارشناسی ارشد و دکتری رشته برق از دانشگاه ایلینوی در اربانا-شمپین است.